# 이용준 (1990년)
이용준(1990년 4월 3일 ~ )는 대한민국의 축구 선수로, 포지션은 수비수이다.